# Metoncholaimus trichospiculum
Metoncholaimus trichospiculum är en rundmaskart som först beskrevs av Allgen 1947.  Metoncholaimus trichospiculum ingår i släktet Metoncholaimus och familjen Oncholaimidae. Inga underarter finns listade i Catalogue of Life.